# Hamburg-Altona-Altstadt
Altona-Altstadt is een stadsdeel van Hamburg-Altona, een district van de Duitse stad Hamburg. Tot 1938 was Altona een zelfstandige stad die tot Pruisen behoorde.

## Geschiedenis
Altona werd in 1535 als vissersnederzetting gesticht in het graafschap Holstein-Pinneberg. Later viel Altona onder het hertogdom Holstein, dat in deze tijd net als het hertogdom Sleeswijk geregeerd werd in personele unie door de Deense koning, hoewel de hertogdommen tot het Heilige Roomse Rijk behoorden. Op 23 augustus 1664 verkreeg Altona van de Deense koning Frederik III de stadsrechten. Sindsdien ontwikkelde Altona zich tot de tweede grootste Deense stad.
Tijdens de Grote Noordse Oorlog werd de stad in 1713 door Zweedse troepen in brand gestoken. Altona werd snel heropgebouwd. In Altona ontstond de eerste vrijhaven van Europa. Van 1864, na de Tweede Duits-Deense Oorlog, tot  aan de Duitse Oorlog van 1867 was de stad in zowel Duitse als Oostenrijkse handen. Bij de oprichting van het Duitse Keizerrijk in 1871 kwam het sinds 1867 tot Pruisen behorende Altona in het Duitse Keizerrijk te liggen.
In 1927 verdubbelde het grondgebied van Altona nadat de dorpen Groß- en Klein Flottbek, Nienstedten, Blankenese, Rissen, Osdorf, Iserbrook, Sülldorf, Lurup, Eidelstedt en Stellingen-Langenfelde eraan werden toegevoegd.
In 1938 werd Altona zelf een deel van het naburige Hamburg via de Groot-Hamburgwet. In de Tweede Wereldoorlog zijn vele gebouwen verwoest. Niet alles werd heropgebouwd zoals het voorheen was. Na de oorlog integreerde Altona in de Bondsstaat Hamburg.

## Afbeeldingen

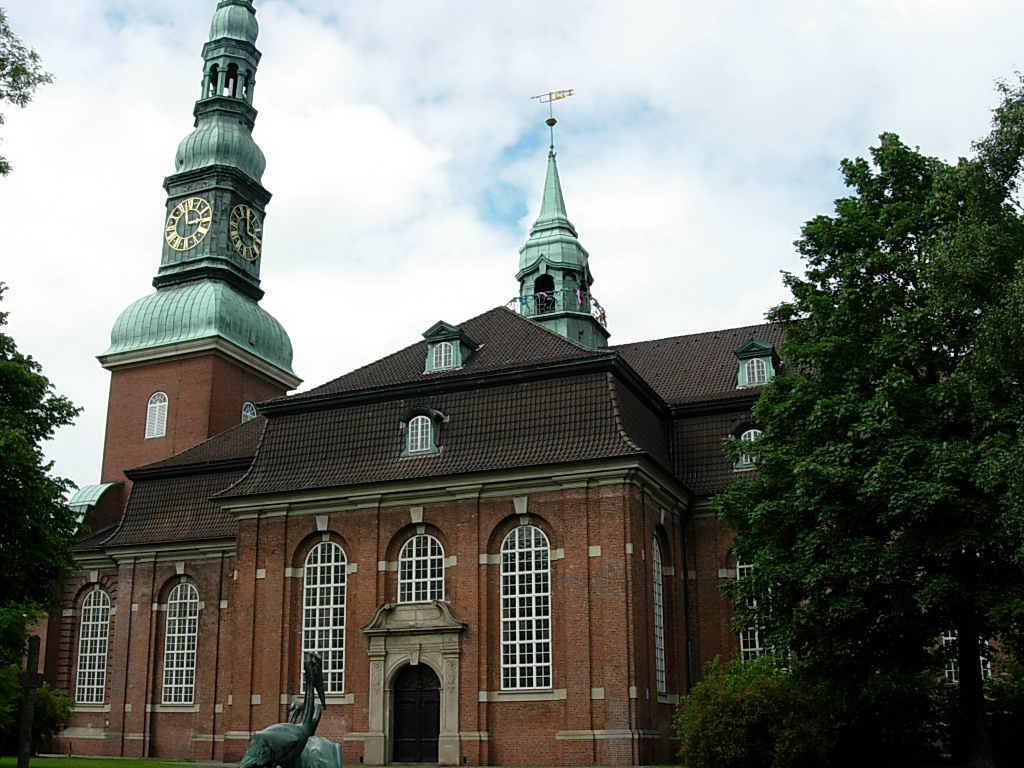
St.Trinitatis Kirche
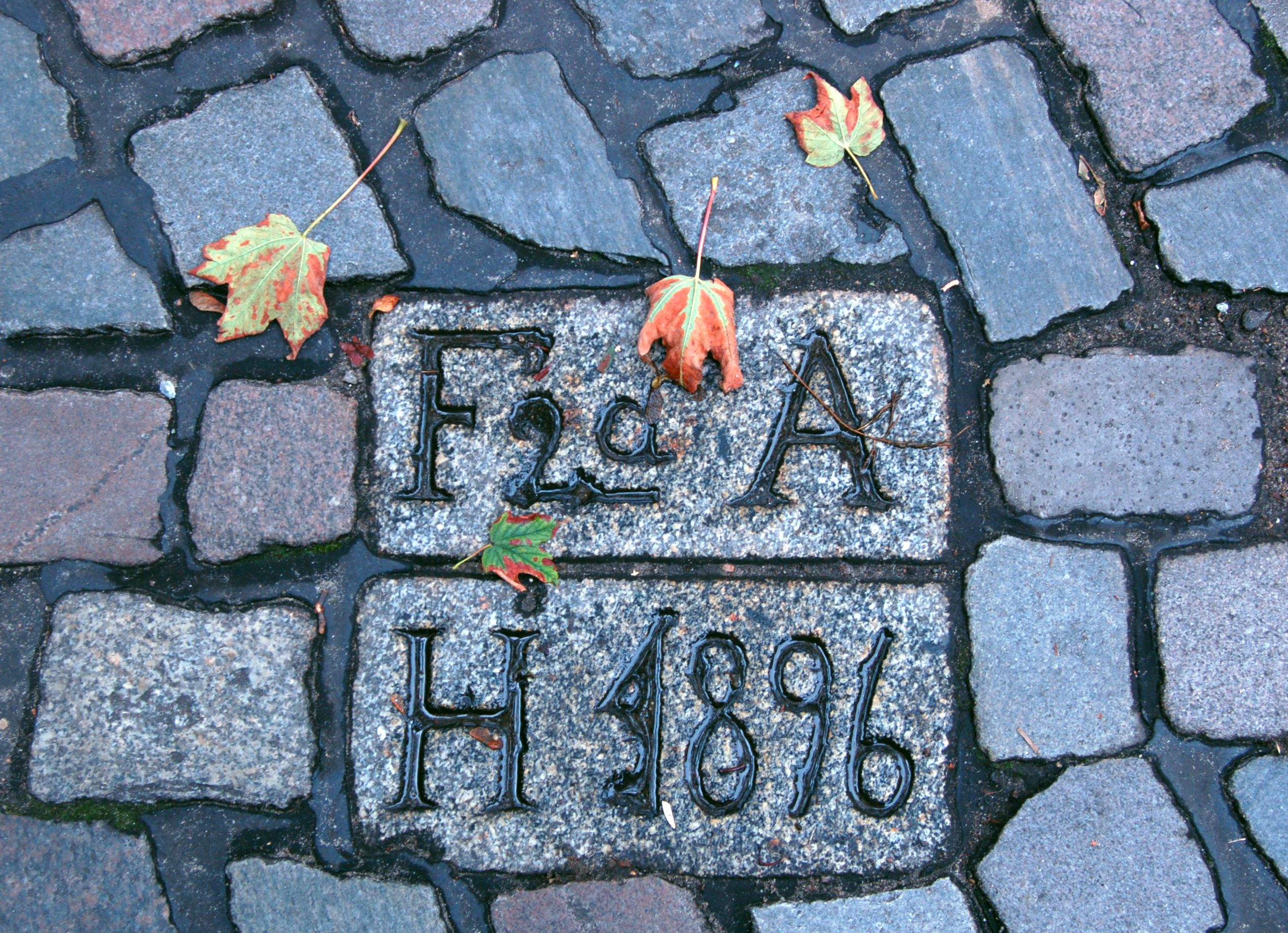
Grenssteen die tot 1938 scheiding tussen Altona en Hamburg aangaf
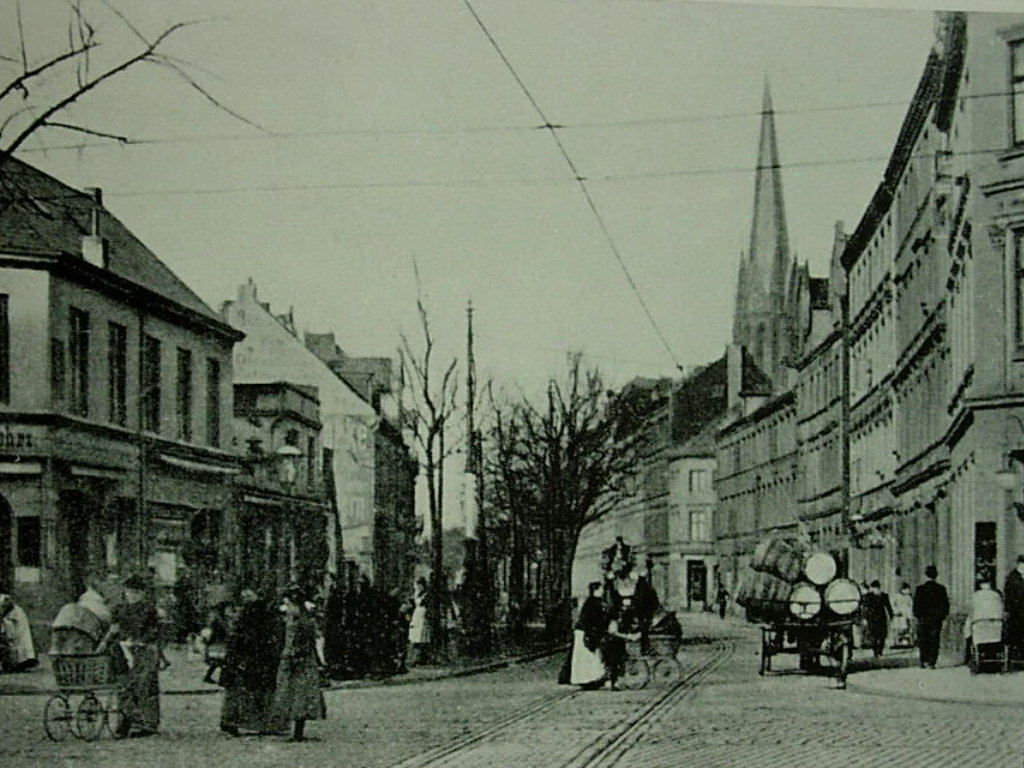
Holstenstraße-Allee omstreeks 1900